# マッテオ・リヴィエロ
マッテオ・リヴィエロ（Matteo Liviero、1993年4月13日 - ）は、イタリア・カステルフランコ・ヴェーネト出身のサッカー選手。ASチッタデッラ所属。ポジションはDF。

## 経歴
14歳の時にユヴェントスFCの下部組織に移籍する。U-16の時に
イタリアユース選手権で優勝を経験する。そしてプリマヴェーラ(U-20)カテゴリーの時にトルネオ・ディ・ヴィアレッジョで優勝する。
2010年11月4日、ヨーロッパリーグのレッドブル・ザルツブルクとの試合で途中出場し、トップチームデビューを果たす。
2012年8月、レガ・プロ・プリマ・ディヴィジオーネ所属のペルージャ・カルチョに期限付き移籍し、レギュラーを獲得した。2013年7月、セリエB所属のカルピFCへ期限付きで移籍した。2015年8月26日にはレガ・プロのUSレッチェにローンで加入した。
2016年7月4日、SSユーヴェ・スタビアに移籍した。

## タイトル
ユヴェントス
- トルネオ・ディ・ヴィアレッジョ : 2012
- スーペルコッパ・イタリアーナ : 2015